# Zoë Bell
Zoë E. Bell (født 17. november 1978) er en stuntkvinde og skuespillerinde fra New Zealand.
Hendes største film hedder The Hateful Eight(2015). Hendes rolle var Six-Horse Judy. Hendes nettoværdi er omkring 2 millioner dollars/13,2 millioner dkk.